# Recilia
Recilia är ett släkte av insekter. Recilia ingår i familjen dvärgstritar.

## Dottertaxa tillRecilia, i alfabetisk ordning[1]
- Recilia acuminatus
- Recilia agroecus
- Recilia akashiensis
- Recilia albofasciatus
- Recilia albomaculatus
- Recilia alcanor
- Recilia angustisectus
- Recilia antea
- Recilia aridus
- Recilia aulonias
- Recilia banda
- Recilia beieri
- Recilia belonus
- Recilia bengalensis
- Recilia bilineatus
- Recilia bispinosus
- Recilia breviculus
- Recilia brevis
- Recilia canaraicus
- Recilia canga
- Recilia clavata
- Recilia cuculatus
- Recilia dex
- Recilia dispar
- Recilia dolabra
- Recilia dorsalis
- Recilia elongatoocellata
- Recilia elongatoocellatus
- Recilia formosiellus
- Recilia glabra
- Recilia hastatus
- Recilia hesperidum
- Recilia heuksandoensis
- Recilia horvathi
- Recilia intermedius
- Recilia ismenias
- Recilia jagannathi
- Recilia jamiensis
- Recilia jogensis
- Recilia jordanica
- Recilia krameri
- Recilia lactipennis
- Recilia latifrons
- Recilia mica
- Recilia obongsanensis
- Recilia oryzae
- Recilia parapruthii
- Recilia prabha
- Recilia raoi
- Recilia rugulans
- Recilia schmidtgeni
- Recilia semilimax
- Recilia setosa
- Recilia spiculatus
- Recilia systenos
- Recilia tareni
- Recilia trifasciatus
- Recilia trispinosus
- Recilia trisuli
- Recilia truncatus
- Recilia variabilis
- Recilia variegata
- Recilia veinatus
- Recilia vetus
- Recilia xanthocephalus